# Jacopo IV Appiano
Jacopo IV Appiani (Piombino ca 1459/60 – 10 april 1510) was een Italiaans condottiere en heer van Piombino. Hij was een zoon van Jacopo III Appiani en Battistina Fregoso, dochter van Battista I Fregoso, doge van Venetië.
Hij was achtereenvolgens legeraanvoerder van de legers van Napels (1479-1483), Modena (1483-1485), Siena (1495-1498) en Venetië (1498-1501). Later trad hij in dienst van Lodewijk XII van Frankrijk en Ferdinand III van Napels.
In 1501 werden zijn bezittingen veroverd door Cesare Borgia, hertog van Romagna. Na de dood van diens beschermheer en vader, paus Alexander VI in 1503, kon hij de heerlijkheid weer terug in bezit nemen. In 1509 werd hij prins van het Heilige Roomse Rijk.